# Orehovec Radobojski
Orehovec Radobojski est un village de la municipalité de Radoboj (comitat de Krapina-Zagorje) en Croatie. Au recensement de 2011, le village comptait 282 habitants.